# Henry Dropsy
Henry Dropsy, o també Henri Dropsy, (París, 21 de gener de 1885 - Veneux-les-Sablons, 2 de novembre de 1969), fou un escultor i gravador de medalles francès.

## Biografia
El 1908 va ser guardonat amb el segon premi del Prix de Rome de gravat de medalles. El 1911, es va graduar a l'Escola de Belles Arts de París. També va estudiar amb el seu pare Jean-Baptiste Émile Dropsy (1848-1923) i amb Jean-Antoine Injalbert, Frédéric-Charles Victor de Vernon i Henri-Auguste-Jules Patey.
L'any 1914, aconsegueix la medalla de plata i el 1921 la medalla d'or al Saló dels artistes francesos. Se li assigna una bossa de viatge l 1922, que l'hi va permetre quedar-se a Itàlia, Tunísia i Algèria. El 1929, va rebre la Medalla d'Honor al Saló dels artistes francesos.
Des de 1930 i durant molts anys va ocupar el càrrec de professor de gravat de medalles a l'École Nationale Supérieure des Beaux-Arts, i als anys 1948/49, va ser professor a l'Escola de Belles Arts el Caire. També va ocupar la presidència del sindicat de la propietat artística.
El 17 de gener de 1942 va ser escollit membre de l'Académie des Beaux-Arts de l'Institut de France, en la secció de gravat, va ocupar la cadira de Louis-Alexandre Bottée.

## Obres
- Medalla Maurice Denis (1870-1943), artista pintor nabi, teòric ihistoriador de l'art francès.
- Medalla Annie de Montfort (1897-1944).
- Medalla Ève et le Serpent, bronze (1920).[4]

## Museu
El Museu de la Moneda de París és la col·lecció pública amb el major nombre d'obres de Dropsy.